# 대한불교조계종유지재단
대한불교조계종유지재단은 대한불교조계종 총무원을 유지 경영하기 위하여 1948년 3월 2일 설립된 문화체육관광부 소관의 재단법인이다. 사무실은 서울시 종로구 견지동 45에 있다.

## 주요 사업
- 대한불교조계종 총무원 운영
- 국제포교활동 및 불교문화 홍포
- 포교․교육사업
- 사회복지사업
  - 영, 유아 보육사업 및 관련시설 설치, 운영
  - 아동복지사업 및 관련시설 설치, 운영
  - 청소년육성사업 및 관련시설 설치, 운영
  - 노인복지사업 및 관련시설(실비 노인요양시설)설치, 운용
  - 장애인복지사업 및 관련시설 설치 운영
  - 사회체육사업 및 관련시설 설치, 운영
  - 지역사회복지사업 및 관련시설 설치, 운영
  - 기타 사회복지사업 및 관련시설 설치, 운영